# Jayce Olivero
Jayce Olivero, né le 2 juillet 1998 à Gibraltar, est un footballeur international gibraltarien. Il joue au poste de défenseur et de milieu de terrain avec le club de St Joseph's FC.

## Biographie

### En club
Olivero est un joueur de l'académie de Lions Gibraltar et joue sa première saison avec le club en 2014 à seulement seize ans.
En 2016, Olivero part à Abingdon United, un club d'Hellenic League Division One West, soit le dixième niveau du football anglais et permettra sa promotion en Premier Division, soit le neuvième niveau en finissant deuxième.
Après sa relégation avec Abingdon United en Division One West, Olivero part à l'Europa FC en 2019, il aura joué quarante-quatre matches avec le club anglais amateur. Olivero fait si premier début avec l'Europa FC le 27 juin 2019 lors d'un match de tour préliminaire contre l'UE Sant Julià dans le cadre de la Ligue Europa lors d'une défaite trois buts à deux lors du match aller.

### En sélection
Olivero reçoit sa première sélection avec la sélection nationale le 23 mars 2016, lors d'un match amical contre le Liechtenstein.